# 郭鐵人
郭鐵人（1975年5月12日—），本名郭定文，台灣藝人，童星出身，代表作為戲劇《麻辣鮮師》。童星時期使用藝名郭惠文，升上國中後因功課加重暫時退出演藝圈，2001年以本名郭定文復出，重返演藝圈的第一部作品即為《麻辣鮮師》。2011年把藝名改為郭宇倫，2014年8月因參加中天電視節目《康熙來了》錄影，觀眾反應熱烈，表示對他在《麻辣鮮師》裡飾演的角色「鐵人」印象深刻，決定把藝名改為郭鐵人，目前為藝人楊一展的經紀人。

## 演出作品

### 電視劇
| 首播年份    | 播出頻道 | 劇名                               | 飾演               |
| ----------- | -------- | ---------------------------------- | ------------------ |
| 1984年      | 中視     | 《神鵰俠侶》                       | 楊過（童年）       |
| 1984年      | 中視     | 《一剪梅》                         | 邢正揚（童年）     |
| 2001-2003年 | 華視     | 《麻辣鮮師》                       | 雷湘南（鐵人）     |
| 2001年      | 華視     | 《橘子醬男孩》                     |                    |
| 2004年      | 華視     | 《靚女郎》                         | 恆風               |
| 2004年      | 中視     | 《美麗99》                         | 何其榮             |
| 2005年      | 中視     | 《聽不到的戀人》                   |                    |
| 2006年      | 華視     | 《驚異傳奇（第一單元意外的訪客）》 | 家祥               |
| 2007年      | 中視     | 《惡女阿楚》                       | 跳頭               |
| 2007年      | 大陸     | 《聊齋志異2 羅剎海市》             | 徐彪               |
| 2008年      | 華視     | 《這三個女人》                     | 何秉坤             |
| 2008年      | 華視     | 《愛情來了》                       |                    |
| 2011年      | 中視     | 《門當父不對》                     | 民雄               |
| 2011年      | 台視     | 《我的完美男人》                   | 施富               |
| 2012年      | 中視     | 《智勝鮮師》                       | 雷湘南（海報出現） |
| 2014年      | 台視     | 《神仙·老師·狗》                   | 鍾南海             |
| 2017年      | 台視     | 《已讀不回的戀人》                 | 季風               |

### 電影
- 2003年《搞鬼》
- 2006年《菊島之戀》
- 2006年《痴情浪子》
- 2023年《哥吉拉-1.0》

### 微電影/短片
- 2008年《愛情生理學》(合演:嚴立婷、林彥君)

### 音樂錄影帶
- 李翊君〈勇敢的愛〉
- 蔡健雅〈可以愛你真好〉

### 廣告
- 《台新銀行》

## 音樂作品

### 單曲
- 2002年5月 麻辣鮮師演員群<青春真偉大>《麻辣鮮師電視原聲帶》
- 2002年5月 郭鐵人+潘瑋柏+張善為<5000分鐘>《麻辣鮮師電視原聲帶》
- 2002年5月 <極速>《麻辣鮮師電視原聲帶》

## 出版書籍
- 2005年《FRIENDS的健身房》（與增山裕紀和謝易穎）